# 1,2-bis(dichlorfosfino)ethan
1,2-Bis(dichlorfosfino)ethan je organická sloučenina se vzorcem (CH2PCl2)2, používaná na přípravu chelatujících difosfinů.

## Příprava a reakce
1,2-Bis(dichlorfosfino)ethan se připravuje reakcí ethenu, bílého fosforu, a chloridu fosforitého:
6 C2H4 + P4 + 8 PCl3 → 6 (CH2PCl2)2
Tato látka reguje s Grignardovými činidly a sekundárními aminy za vzniku chelatujících ligandů, jako je například 1,2-bis(dimethylfosfino)ethan.